# Azar
Azar – wieś w Syrii, w muhafazie Idlib. W 2004 roku liczyła 821 mieszkańców.